# 氰化物
氰化物是特指带有氰离子（CN−）或氰基（–CN）的化合物，為劇毒性物質，氰化物對金屬離子的結合力較強，可以奪取酶中的金屬離子，以致酶失去作用，其中的碳原子和氮原子通过叁键相连接。
无机氰化物俗稱山奈或山埃（來自英語音譯），是指包含有氰根离子（CN−）的无机盐，可认为是氢氰酸（HCN）的盐。可溶的氰化物如：氰化钾和氰化钠有剧毒。氢氰酸，又叫氰化氢，化学式 HCN，是一种挥发性高的液体，在工业上大量生产。它可由氰化物酸化而成。
另有有机氰化物，由氰基通过单键与另外的碳原子结合而成，通常叫做腈。例如，乙腈是由氰基和甲基（CH3）键合而成的化合物。通常情况下，腈不会释放出氰离子。
氰化物在英文中称为cyanide，由cyan（青色，蓝绿色）衍生而来。考虑单质的氰[(CN)2]呈气态，故以青字加上气字头，得到现在通行的氰字。而英文中将氰与青色相联系，是因为当時发现的著名的普鲁士蓝是一种蓝色的染料，为含氰无机物。

## 成键
氰离子和氮气、一氧化碳是等电子体。在碳和氮原子之间有一个三键。氰离子的负电荷聚集在碳原子上。

## 存在

### 自然界

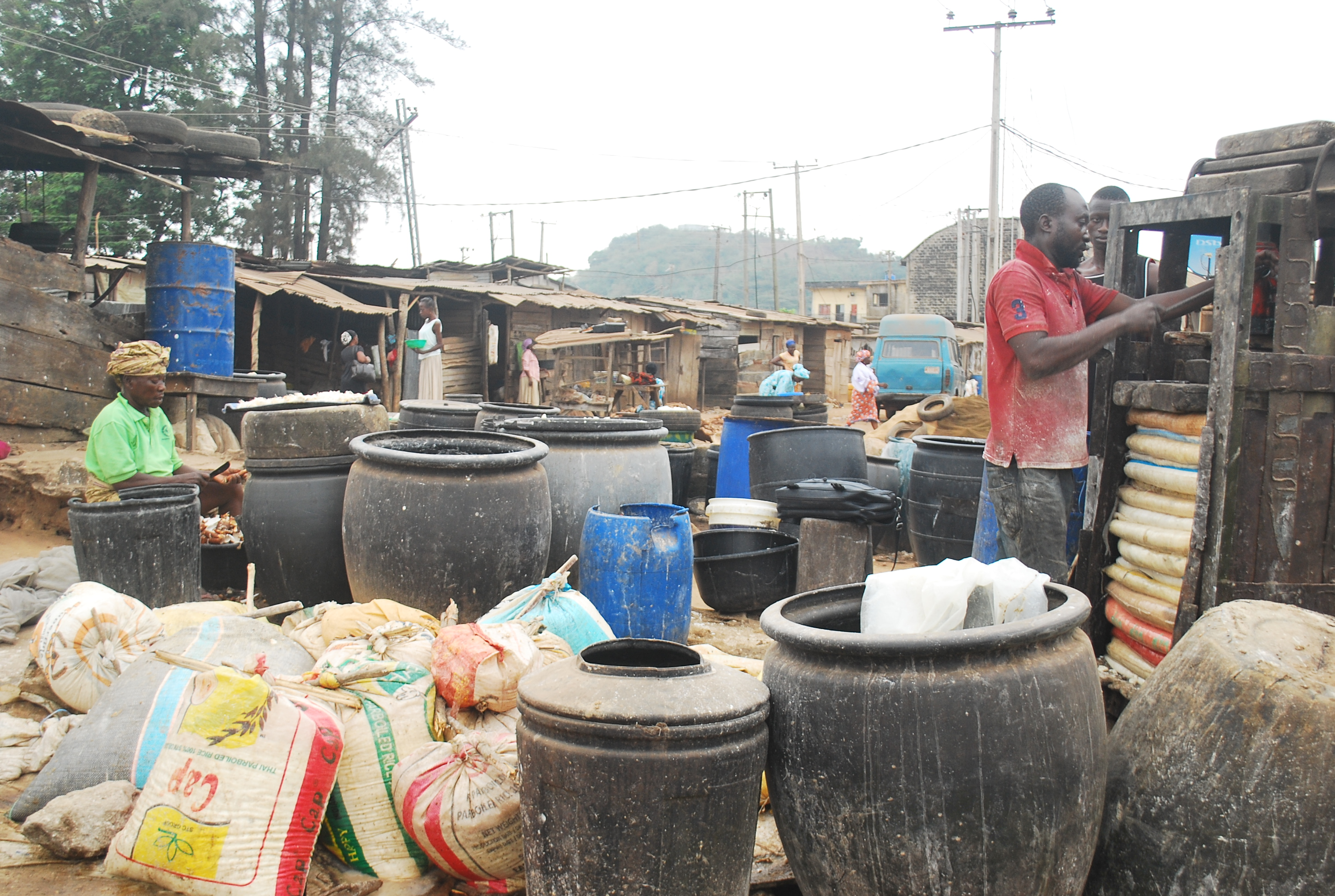
从尼日利亚的木薯中去除氰化物。

氰化物可以由某些细菌、真菌和藻类生产。它是许多植物的拒食剂。在某些种子和果核中可发现相当量的氰化物，例如苦杏仁、杏、苹果和桃的种子和果核。可以释放氰化物的化合物称为氰基化合物。在植物中，氰化物通常和糖分子键合，形成氰苷，抵御草食动物。木薯根是热带国家种植的一种重要的，类似马铃薯的食物（也是制作tapioca的原材料）也含有氰苷。

### 介质
氰基自由基 ·CN 存在于星际介质中。氰气 (CN)2可用来测量分子云的温度。

### 热分解和燃烧产物
氢氰酸可以由某些材料在缺氧环境下的热分解而成。举个例子，它可以在内燃机尾气和烟草烟雾中被检测到。某些塑料，特别是丙烯腈的衍生物加热或燃烧会产生氢氰酸。

### 辅因子
氢化酶的活性位点含有与铁相连的氰根配体。[NiFe]-氢化酶的氰化物生物合成来自氨甲酰磷酸酯，它会被转化成半胱氨酸硫氰酸酯，一种CN− 供体。

## 反应

### 水解
氰化物在水中不稳定，但反应在170 °C之前都很缓慢。它的水解会产生毒性远低于氰化物的氨和甲酸盐：
CN-  +  2 H2O  →  HCO2-  +  NH3

### 烷基化
氰离子有高亲核性，所以氰基很容易引入到有机化合物中，并替换掉一个卤素原子（例如氯甲烷的氯原子）。有机氰化物被称为腈。在有机合成中，氰化物是C-1 合成子，可以使碳链的长度加一：
RX + CN− → RCN + X−

### 氧化还原反应
氰离子是还原剂，会被强氧化剂如氯气 (Cl2)、次氯酸盐 (ClO−)和过氧化氢 (H2O2)氧化。这些氧化剂在金矿开采中用于消除含氰废水。

### 配合
氰离子会和过渡金属反应，形成M-CN键。这个反应也是氰化物的毒性来源。金属对这种阴离子 高亲和力可归因于其负电荷、致密性和参与π键合的能力。
最重要的氰配合物是铁氰酸钾和染料普鲁士蓝。由于氰离子和铁原子紧密成键，它们都没有毒。

## 制备
在安德鲁索夫氧化反应中，氢氰酸是由甲烷和氨在氧气和铂催化剂存在下反应而成的。
2 CH4 + 2 NH3 + 3 O2 → 2 HCN + 6 H2O
氰化钠是很多氰化物的前体，可以由氢氰酸和氢氧化钠反应而成：
HCN  +  NaOH   →   NaCN  +  H2O

## 毒性
绝大部分氰化物都是剧毒的。氰离子是一种细胞色素c氧化酶（又称aa3）的酶抑制剂，这是在真核细胞的线粒体内膜中发现的第四种电子传递链配合物。氰离子附着在这种蛋白质中的铁原子上。氰化物与这种酶的结合阻止了电子从细胞色素c氧化酶到氧气的传输。结果，电子传递链被破坏，细胞不能再有氧地产生ATP来获取能量了。高度依赖有氧呼吸的组织，例如中枢神经系统和心脏受到的影响最大。这是组织毒性缺氧的例子。
氰化物進入機體後分解出具有毒性的氰離子（CN-），氰離子能抑制組織細胞內42種酶的活性，如細胞色素氧化酶、過氧化物酶、脫羧酶、琥珀酸脫氫酶及乳酸脫氫酶等。其中，細胞色素氧化酶對氰化物最為敏感。
其致死機制主要與呼吸作用有密切關係。細胞內的粒線體會利用一系列的酶進行呼吸作用，以生成三磷酸腺苷（ATP）和熱能維持細胞其他的新陳代謝和酶的活性。在呼吸作用中，可分為三種階段，分別為在細胞質中進行的糖酵解，以及在粒線體中進行的克雷伯氏循環與氧化磷酸化，這三種由不同的酶所操控的化學反應把葡萄糖，脂肪及胺基酸進行分解代謝，以生成ATP及放出熱能維持代謝。基於氰離子對重金屬離子的超強絡合能力，氰離子極易與含有鐵離子，金離子等等的不同種類與呼吸作用相關的酶結合，尤其與呼吸作用中進行最後步驟 : 氧化磷酸化與過程中的電子傳遞鏈，極易與進行最後電子傳遞受體的細胞色素氧化酶a3結合，引致這種酶的失去活性，使得電子失去與受體進行結合的能力，不能進行氧化還原反應生成水和ATP，使得整個氧化磷酸化不能進行，結果導致克雷伯氏循環中的大量產物如NADPH 等積累在粒線體內膜，難以再作循環代謝反應，結果導致克雷伯氏循環代謝能力也大量下降，最終結果引致細胞完全不能進行需氧呼吸以獲取足夠能量，只能夠透過糖酵解放出少量的ATP (一粒葡萄糖經糖酵解代謝後只得2粒ATP生成，對比完全氧化後的38粒是極微量的)，引致細胞內窒息導致人體死亡。
氰化物中毒的臨床症狀包括﹕
- 中毒者血液pH值在吸食後兩至三分鐘內急劇下降
- 缺氧窒息
- 身體散發大量類似苦杏仁味的氣味
- 嚴重昏迷及面部發紫
- 即使痊瘉後，大部份中毒者的腦部和心臟一般都已受永久性傷害

最危险的氰化物是氢氰酸，它是一种气体，吸入过量氢氰酸将导致。因此，在使用氢氰酸工作时，必须佩戴由外部氧气源供应的呼吸器。氢氰酸可以由氰化物溶液和酸反应而成。氰化物的碱性溶液相对安全，因为它们不会放出氰化氢气体。氢氰酸也可以由聚氨酯的燃烧产生，因此不建议将聚氨酯用于家用和飞机家具。口服低至 200 毫克的氰化物溶液，或暴露于270 ppm 氰化物的空气中，足以在几分钟内导致死亡。
腈不会释放出游离的氰离子，所以毒性较低。相反，如三甲基氰硅烷 (CH3)3SiCN的化合物遇水会释放出氢氰酸或氰离子。

### 解毒
羟钴胺会和氰化物反应，形成可以安全被肾脏清除的氰钴胺。这种方法的优点是避免形成高铁血红蛋白（见下文）。该解毒剂试剂盒以品牌Cyanokit销售，并于2006年获得美国食品药品监督管理局的批准。
一个较旧的氰化物解毒剂试剂盒包括三种物质的给药：亚硝酸异戊酯（通过吸入给药）、亚硝酸钠和硫代硫酸钠。解毒剂的目标是产生大量的三价铁 (Fe3+)，以便和细胞色素 a3 竞争氰化物（这样氰化物将与解毒剂，而不是酶结合）。亚硝酸盐会把血红蛋白氧化成高铁血红蛋白，它与细胞色素氧化酶竞争氰离子。这形成高铁血红蛋白，并恢复细胞色素c氧化酶。它们从体内去除氰化物的主要机制是通过线粒体酶硫氰酸盐酶促转化为硫氰酸盐。硫氰酸盐是一种相对无毒的分子，由肾脏排泄。为了加速这种解毒，人们使用硫代硫酸钠来为硫氰酸盐酶提供硫，这是生产硫氰酸盐所必需的。

## 应用

### 采矿业
氰化物被大量用于黄金和银的开采中，它有助于溶解这些金属，从而与其他固体分离。在黄金氰化法中，将精细研磨的高品位矿石与氰化物混合（NaCN与矿石的比例约为 1:500）；低品位矿石则被堆成一堆，然后喷上氰化物溶液（NaCN与矿石的比例约为 1:1000）。这些贵金属和氰阴离子配合，形成可溶的 [Au(CN)2]− 和[Ag(CN)2]−。
4 Au + 8 NaCN + O2 + 2 H2O → 4 Na[Au(CN)2] + 4 NaOH
Ag2S + 4 NaCN + H2O → 2 Na[Ag(CN)2] + NaSH + NaOH

### 医药用途
一种氰化物——硝普钠主要用于临床化学测量尿的酮体，主要作为糖尿病患者的追蹤。它有时用于紧急医疗情况下，使人类的血压迅速下降；它还用作血管研究中的血管扩张剂。第一次世界大战期间，日本医生曾短暂使用铜氰化物治疗肺结核和麻风病。

### 非法捕鱼和偷猎
氰化物被非法用于在珊瑚礁附近为水族馆和海鲜市场捕获活鱼。这种做法具有争议性、危险性和破坏性，但受到利润丰厚的外来鱼类市场的推动。
非洲的偷猎者使用氰化物在水坑中下毒，杀死大象以获取象牙。

### 除害虫
M44氰化物设备在美国被用来杀死土狼和其他犬科动物。氰化物还用于新西兰的动物控制，特别是刷尾负鼠。这是一种外来引入的有袋动物，威胁到本地物种，并在牛群中传播结核病。氰化物也用于杀死本地鸟类，包括濒临灭绝的奇异鸟。氰化物也可有效控制尤金袋鼠，这是另一种引入新西兰的入侵有袋动物。在新西兰储存、处理和使用氰化物需要许可证。
氰化物被用作熏蒸船舶的杀虫剂。氰化物可用于杀死蚂蚁、并在某些地方被用作老鼠药（现在毒性较低的砷更常见）。

### 其它用途
尽管其有毒，氰化物和氰醇可促进各种植物的发芽。

#### 毒药
人类蓄意使人氰化物中毒在历史上多次发生。常见的氰化物如氰化钠不是挥发性的，但可溶于水，所以可以意外摄入，使人中毒。氢氰酸是一种气体，使其更加危险，但它比空气轻，并迅速扩散到大气中，这使得它作为化学武器是无效的。氢氰酸在密闭空间内的毒性更有效，例如毒气室中。最重要的是，从齐克隆B颗粒中释放的氢氰酸被广泛用于纳粹大屠杀的灭绝营。

#### 食物添加剂
由于氰离子和铁的配合物非常稳定，亚铁氰酸盐（亚铁氰酸钠 E535、亚铁氰酸钾 E536和亚铁氰酸钙 E538）在人体内不会分解成致死量的氰化物，并在食品工业中用作如食盐中的抗结块剂。

## 氰化物的检验
氰化物可通过电位滴定法定量检验。这是一种广泛用于金矿开采的方法，它也可用银离子滴定法测定。一些分析从对酸化沸腾溶液进行空气吹扫开始，将蒸汽吹扫到碱性吸收剂溶液中，然后分析吸收在碱性溶液中的氰化物。

### 定性测试
由于氰化物臭名昭著的毒性，人们已经研究了许多方法来检验氰化物。联苯胺在铁氰化物存在下呈蓝色。硫酸亚铁加入到含氰溶液时，会产生普鲁士蓝。1,4-苯醌的DMSO的溶液会和无机氰化物反应，形成荧光的氰化苯酚。如果测试结果为阳性，则用紫外线灯照会发出绿色/蓝色光。